# Beach House (film, 1996)
Pour les articles homonymes, voir Beach House (homonymie).
Pour plus de détails, voir Fiche technique et Distribution.
Beach House est un film américain réalisé par Leigh Scott, sorti en 1996. Il met en vedette Dalton James, Brooke Langton et Chris Hardwick.

## Synopsis
Trois étudiants de première année ne trouvent pas de logement sur le campus. Ils emménagent alors avec une belle fille appartenant à une sororité étudiante.

## Distribution
- Dalton James : Dan
- Brooke Langton : Caitlin
- Chris Hardwick : Ross
- Dan O'Donahue : Brad
- Corinna Harney : Corinna
- Robert Feeney : Chip
- Nick Benedict : Allen
- Josie Davis : Sœur de la Sororité
- Jeff Denton : Bebe
- Norman Fell : Propriétaire
- Houston Graham : Dan jeune
- Sandra Hess : Alex
- Barbara Moore : Snow Cone Girl
- Mike Phirman : Kick-ass Ninja Mime
- Mark Tucker : Fritz
- Brian Turk : Frère de la Fraternité étudiante[2]

## Production
Le tournage a eu lieu à Los Angeles, en Californie, aux États-Unis. Le film est sorti en février 1996 aux États-Unis, son pays d’origine.